# 나미비아의 총리
나미비아의 총리는 나미비아 정부의 지도자이다. 총리는 나미비아 대통령에 의해 임명되고 내각의 업무를 조정한다. 그들은 또한 대통령이 정부의 기능을 수행하는 것을 조언하고 돕는다.

## 총리 목록
| No. | 사진 | 이름 (출생~사망)                | 임기            | 임기            | 임기       | 정당  |
| No. | 사진 | 이름 (출생~사망)                | 취임            | 직위            | 재직 기간  | 정당  |
| --- | ---- | ------------------------------- | --------------- | --------------- | ---------- | ----- |
| 1   |      | 하게 게인고브 (1941년~2024년)   | 1990년 3월 21일 | 2002년 8월 28일 | 12년 160일 | SWAPO |
| 2   |      | 테오벤 구리랍 (1938년~2018년)   | 2002년 8월 28일 | 2005년 3월 21일 | 2년 205일  | SWAPO |
| 3   |      | 나하스 앙굴라 (1943년~)         | 2005년 3월 21일 | 2012 12월 4일   | 7년 258일  | SWAPO |
| (1) |      | 하게 게인고브 (1941년~2024년)   | 2012년 12월 4일 | 2015 3월 21일   | 2년 107일  | SWAPO |
| 4   |      | 사라 쿠공겔와아마딜라 (1967년~) | 2015년 3월 21일 | 현재            | 10년 48일  | SWAPO |

## 같이 보기
- 나미비아의 대통령
- 나미비아의 부통령